# CKLF-CMTM1
CKLF-CMTM1 (англ. Protein CKLF-CMTM1) – білок, який кодується однойменним геном, розташованим у людей на 16-й хромосомі. Довжина поліпептидного ланцюга білка становить 115 амінокислот, а молекулярна маса — 12 852.
| 10         |  | 20         |  | 30         |  | 40         |  | 50         |
| ---------- |  | ---------- |  | ---------- |  | ---------- |  | ---------- |
| MDNVQPKIKH |  | RPFCFSVKGH |  | VKMLRLDLTN |  | SIITAVFLSV |  | VAILAMQEKK |
| RRHLLYVGGS |  | LCLTAVIVCC |  | IDAFVVTTKM |  | RTNLKRFLGV |  | EVERKLSPAK |
| DAYPETGPDA |  | PQRPA      |  |            |  |            |  |            |

A: Аланін

C: Цистеїн

D: Аспарагінова кислота

E: Глутамінова кислота

F: Фенілаланін

G: Гліцин

H: Гістидин

I: Ізолейцин

K: Лізин

L: Лейцин

M: Метіонін

N: Аспарагін

P: Пролін

Q: Глутамін

R: Аргінін

S: Серин

T: Треонін

V: Валін

Локалізований у мембрані.